# Kallépeia
Kallépeia är en ort i Cypern.   Den ligger i distriktet Eparchía Páfou, i den västra delen av landet, 90 km väster om huvudstaden Nicosia. Kallépeia ligger 500 meter över havet och antalet invånare är 224. Den ligger på ön Cypern.
Terrängen runt Kallépeia är huvudsakligen kuperad. Kallépeia ligger uppe på en höjd. Trakten runt Kallépeia är ganska glesbefolkad, med 25 invånare per kvadratkilometer. Närmaste större samhälle är Pafos, 10,3 km sydväst om Kallépeia. Trakten runt Kallépeia består till största delen av jordbruksmark.